# Прорезиненный асфальт
Прорезиненный асфальтобетон (RAC), также известный просто прорезиненный асфальт — материал для строительства дорожного покрытия, состоящий из смеси стандартного асфальтобетона и резиновой крошки, переработанной из автомобильных шин. Прорезиненный асфальт является крупнейшим рынком для измельченной резины в США, потребляющих примерно 100 тысяч тонн, или 12 миллионов шин ежегодно.
Впервые использовать прорезиненный асфальт, как материал для строительства покрытий автомобильных дорог, из-за высокой прочности, стали в 1960-х годах в городе Финикс (штат Аризона). С тех пор интерес к нему вырос, из-за его качества снижения дорожного шума.
В 2003 году Аризонское министерство транспорта начало трехлетнюю программу (с бюджетом в 34 миллиона долларов) совместно с Федеральным управлением шоссейных дорог, чтобы выяснить возможность замены шумопоглотительных стен на прорезиненный асфальт для уменьшения шума от шоссейных дорог. Примерно через год было установлено, что покрытие из прорезиненного асфальта производит значительно меньше шума от дороги, в некоторых случаях это снижение достигает 12 децибел, что на 7 децибел меньше, по сравнению с обычным асфальтом.
Аризона была лидером в использовании прорезиненного асфальта, но Калифорния, Флорида, Техас, Южная Каролина и Невада также применяют это покрытие. В настоящее время ведутся испытания и в других частях Соединенных Штатов, чтобы определить прочность прорезиненного асфальта в северных климатических условиях, в том числе на двухкилометровом участке 405-й автострады между городами Белвью и Керкленд (штат Вашингтон) и на небольших участках города Колорадо-Спрингс (штат Колорадо). В 2012 году штат Джорджия выступил с инициативой замены полимерасфальтобетона на прорезиненный асфальт. В Бельгии проводятся испытания недалеко от Брюсселя и на трассе Формулы-1 Спа-Франкоршам (см. фильм Jean-Marie Piquint "RUBBERIZED ASPHALT for Esso Belgium").
При использовании прорезиненного асфальта предъявляется два требования:
1. Необходимо постоянное перемешивание во время приготовления смеси
2. Прорезиненный асфальт должен быть использован в течение 8 часов после производства